# Ugali

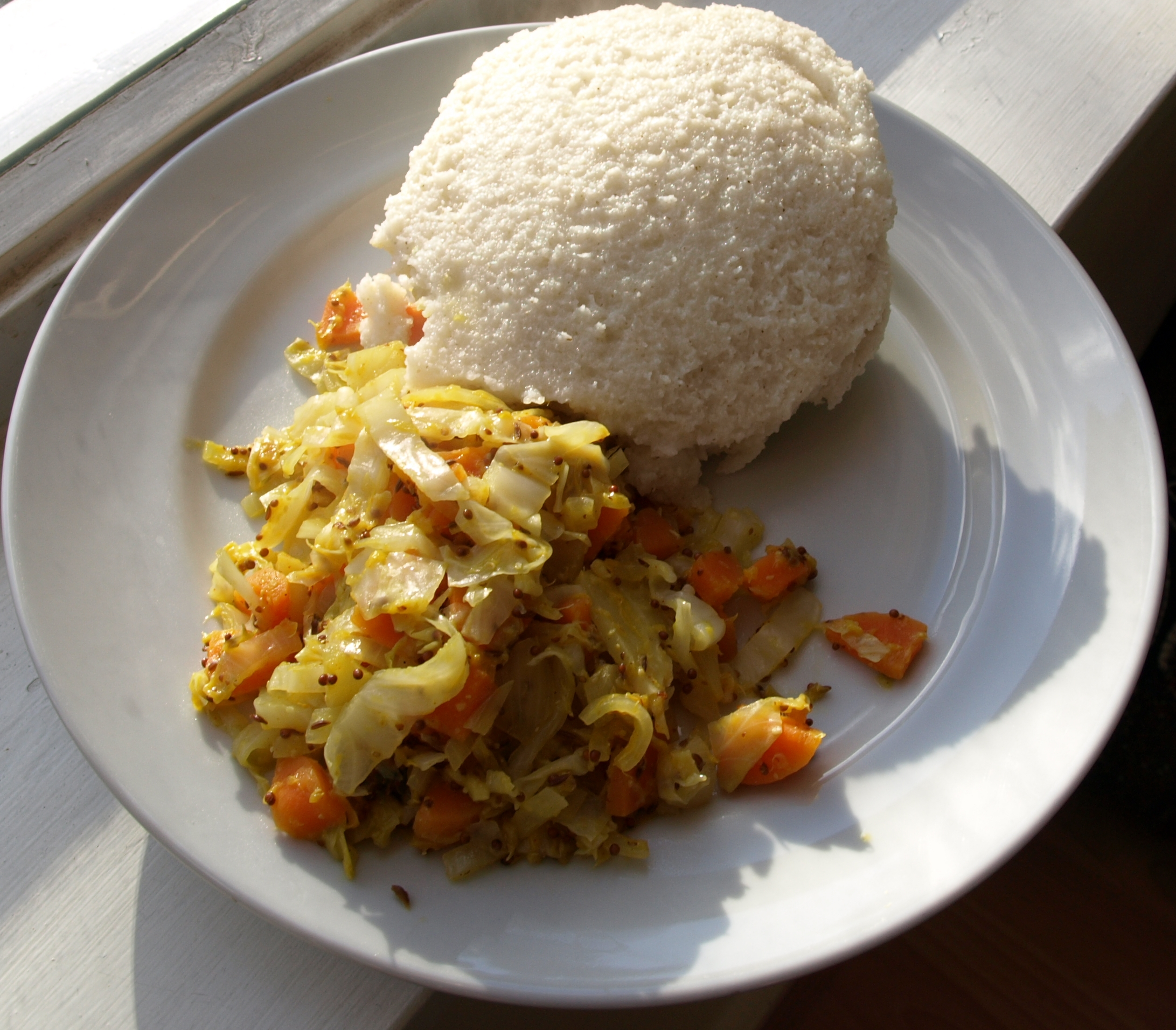
Ugali mit Kohl

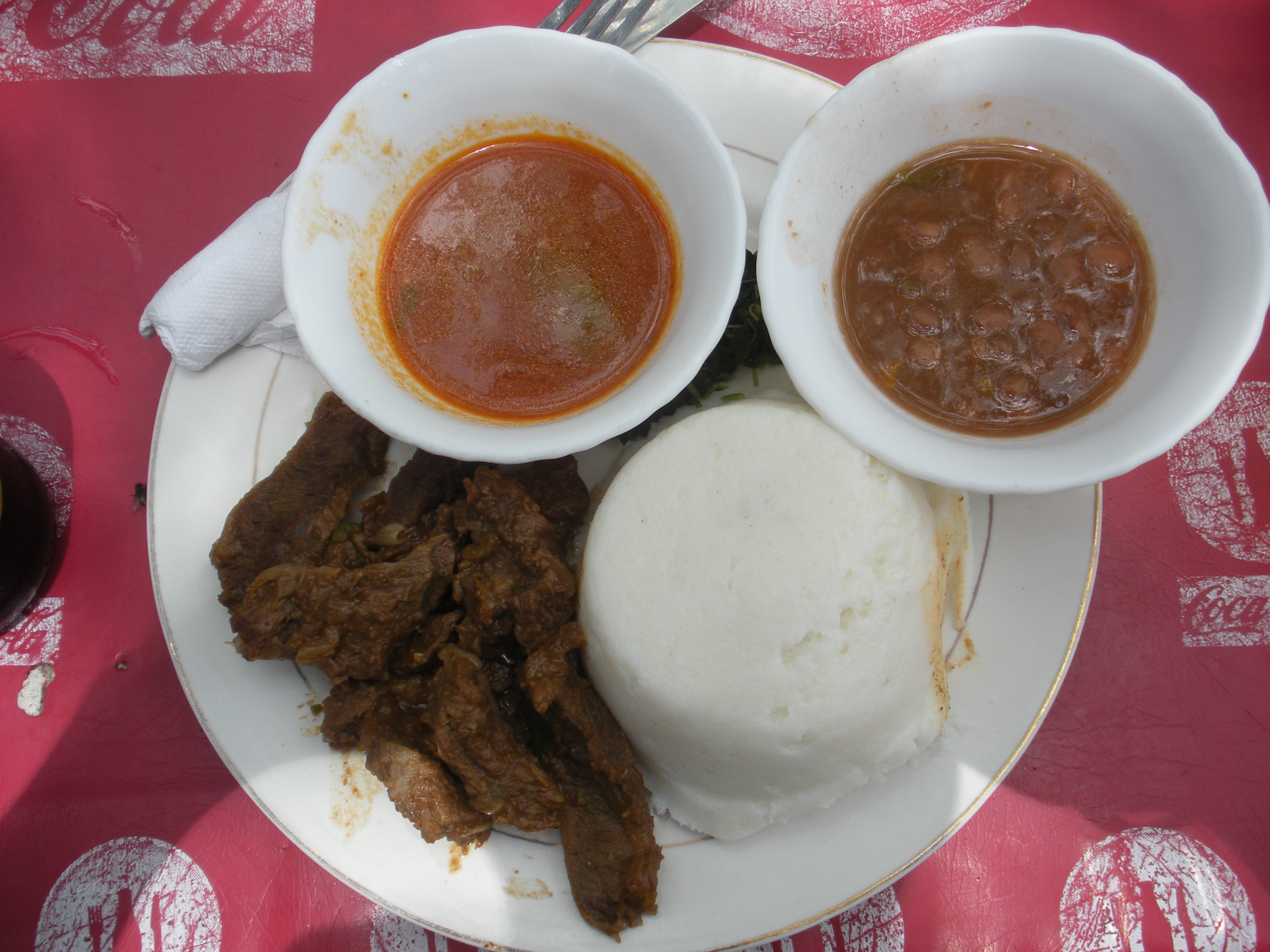
Ugali mit Rindfleisch und Saucen, in Tansania

Ugali ([uˈgaːli]) ist die in der ostafrikanischen Sprache Swahili verwendete Bezeichnung für einen Getreidebrei aus Maismehl, der zu relativ fester Konsistenz gekocht wird. Das Gericht ist auch in anderen Teilen Afrikas weit verbreitet; es heißt je nach Sprache und Region zum Beispiel in Südafrika und Namibia mielie pap bzw. pap oder in Lesotho papa, in Simbabwe sadza, in Malawi und Sambia nsima, in Uganda posho, im Kongo nfundi und in Mosambik xima oder upswa.

## Geschichte und Verbreitung
Die stärkehaltigen Teile verschiedener Feldfrüchte bilden weltweit für die meisten Menschen ackerbautreibender Völker die Grundlage ihrer Ernährung. In Afrika werden diese zu einem großen Teil traditionell in Form von Brei zubereitet, der auch in Europa lange eine vorherrschende Speiseform war. Die früh in Afrika angebauten Arten von Hirse lieferten die Grundlage für das Gericht, das heute als Ugali bekannt und in Ostafrika – in den Ländern Tansania, Kenia und Uganda – das insgesamt meistverzehrte ist. Daneben finden sich – je nach Anbauverhältnissen und Handelsmöglichkeiten – auch Reis, Kochbananen (beides aus Asien stammende Pflanzen), lokal Yams, Kartoffeln (über Europa aus Amerika importiert) und vereinzelt Backwaren aus Weizen oder auch Roggen (vor allem in Städten). Weiterhin werden zu Morgen- und Abendmahlzeiten manchmal Süßkartoffeln/Bataten (ebenfalls aus Asien stammende Pflanze) gegessen.
Die Maispflanze wurde von Europäern in der Kolonialzeit in Afrika eingeführt. Sie stammt ursprünglich aus Amerika. In den Ländern und Landesteilen des östlichen und südlichen Afrikas, wo sie gedeiht, hat sie im Laufe des 20. Jahrhunderts alle anderen Feldfrüchte zurückgedrängt. Ugali wird heute ganz überwiegend aus Maismehl zubereitet, nur noch selten aus Sorghum oder Hirse.
Lokal wird Ugali auch aus Maniok oder seltener seit dem 20. Jahrhundert aus Weizen zubereitet (in heißen bzw. hoch gelegenen Anbaugebieten).
Von Ugali spricht man nur, wenn die stärkehaltigen Pflanzenteile (Getreidesamen oder Wurzelknollen) fein zu einer Konsistenz von Mehl, Schrot, Grieß oder Ähnlichem zerkleinert bzw. zerstampft und anschließend zu einem Brei gekocht werden.
In Westafrika und Zentralafrika sind die verwandten Gerichte Fufu (nach französischer Schreibweise Foufou), Akple (in der Volta-Region) und Tô (in Benin) bekannt. Ugali ist vor allem in Tansania in vielen Landesteilen, außerhalb von Reisanbaugebieten, so allgegenwärtig, dass das Wort teilweise als Synonym für „Speise“ überhaupt verwendet wird. Auch in Städten gehört Ugali in von Afrikanern betriebenen und frequentierten Gaststätten zu den üblichen Gerichten oder stellt zum Teil überhaupt das einzige Angebot dar.

## Zubereitung

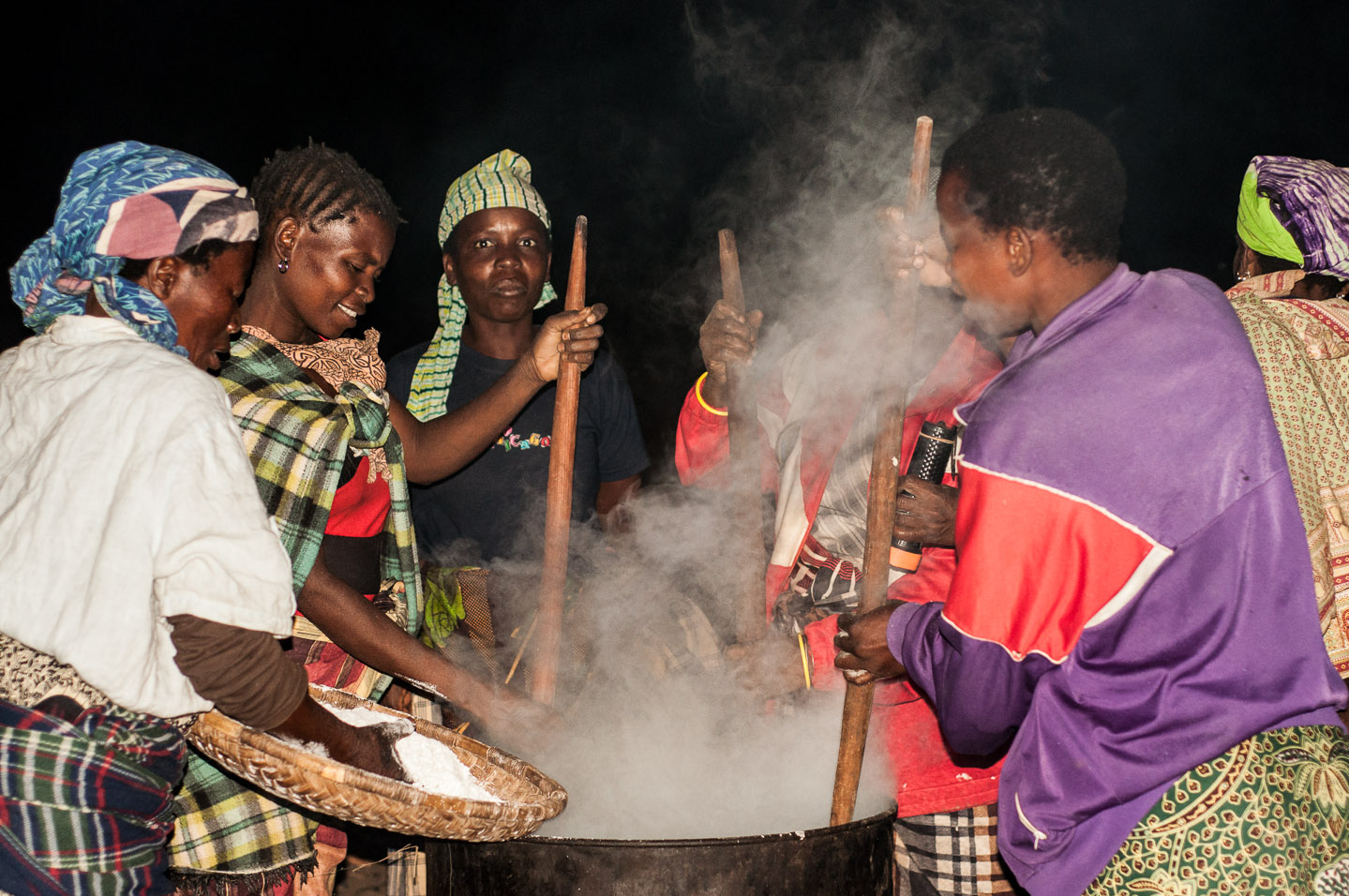
Größere Zubereitung von Ugali für ein Fest der Yawo, Mosambik

Zur klassischen Zubereitung werden Maiskörner im Mörser mit Salz und wenig Wasser zerstoßen und anschließend unter Zugabe von Wasser gekocht. Eine modernere Methode ähnelt der Zubereitung der europäischen Polenta. Dazu wird etwas Maismehl in Wasser verrührt und auf der Feuerstelle bzw. dem Herd aufgekocht. Anschließend fügt man unter Rühren nach und nach mehr Maismehl hinzu. Unter häufigem Rühren und bei Bedarf unter Zugabe von etwas Wasser wird der Brei etwa eine halbe Stunde (oder kürzer) gekocht, bis die Masse immer zäher wird und sich zu einer Kugel ballt. Es ist dann kein fließfähiger Brei mehr, sondern ähnelt in der Konsistenz eher einer Speise, die an Festigkeit etwa zwischen einem „fest geratenen“ Kartoffelbrei und Knödeln läge.
Für Europäer wird Ugali von Einheimischen englisch mit stiff porridge übersetzt, also als steife Getreidegrütze in Anlehnung an das in Großbritannien beliebte Gericht aus Haferflocken, Porridge. Für ein noch fließfähiges Breigericht ist im Swahili dagegen der Name Uji (j gesprochen wie im Englischen, betont auf dem langen U) üblich.

## Verzehr

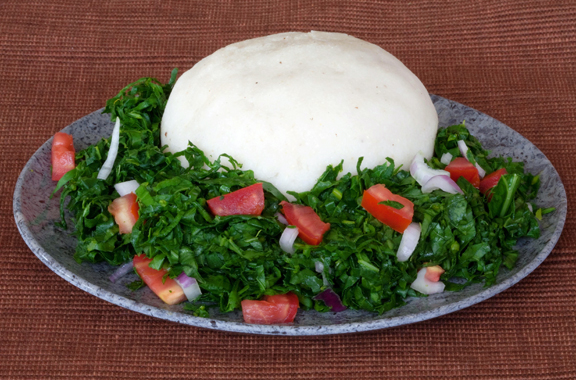
Ugali mit sukuma wiki (Blattkohl), Kenia

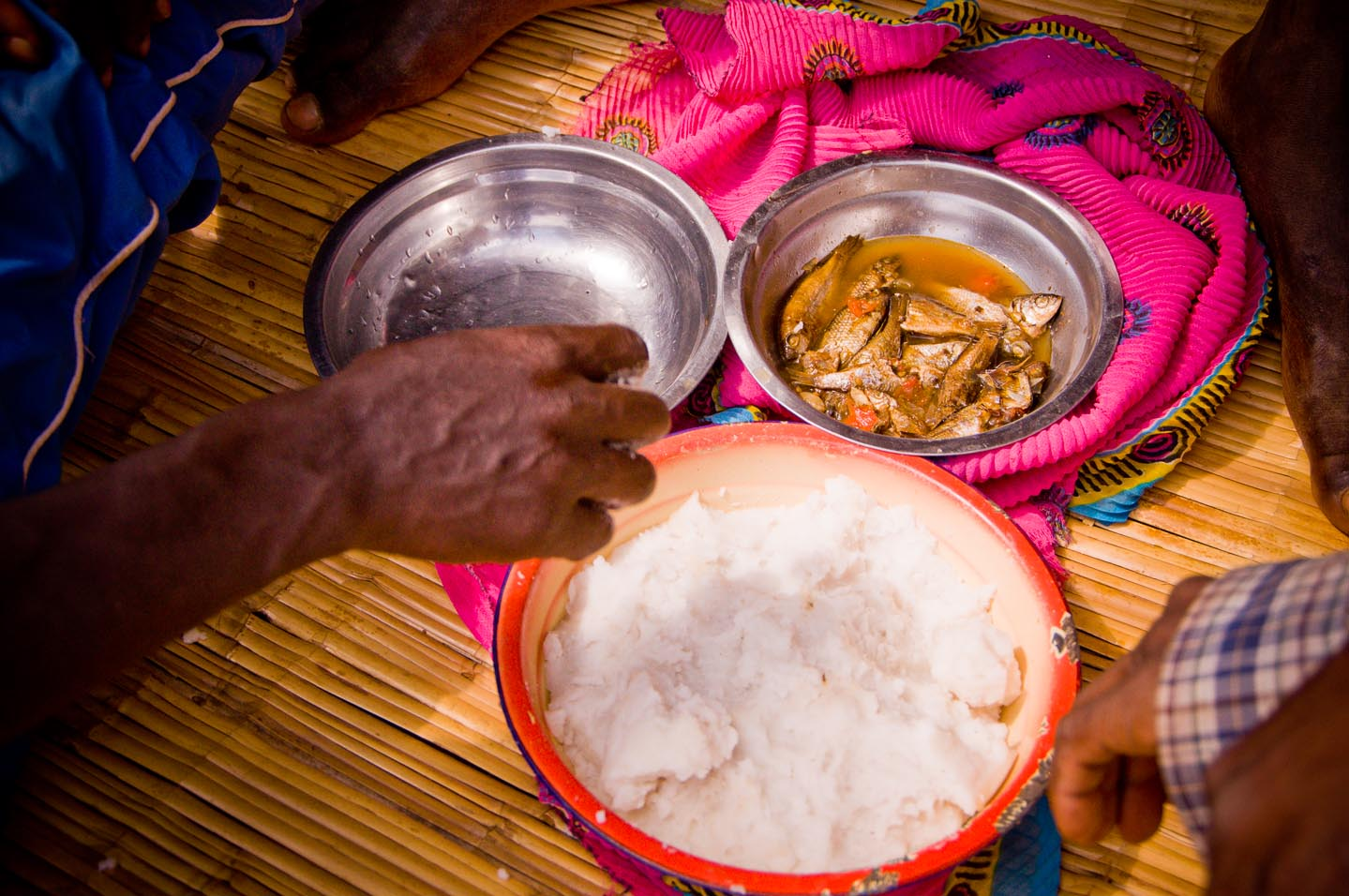
Ugali mit usipa (Malawi-Sardelle, Engraulicypris sardella), bei den Yawo an den Afrikanischen Großen Seen.

Serviert wird der ungewürzte Ugali mit den unterschiedlichsten Beilagen – je nachdem, was den Menschen zur Verfügung steht: Saucen, Eintöpfen oder Ragouts, an der Küste des Meeres oder großer Seen oft mit Fisch, selten mit Fleisch (in Ostafrika meist von Huhn oder Ziege), fast immer mit Gemüse, häufig Hülsenfrüchten. Eine Sauce kann z. B. aus einheimischem spinatartigem Blattgemüse oder Kürbisblättern, Zwiebeln, Pflanzenöl und gemahlenen Erdnüssen bestehen. Regional wird Ugali auch – allein – mit (stark säuerlicher) Dickmilch als Mahlzeit serviert.
Traditionell werden die Mahlzeiten mit den Händen eingenommen. Für Gäste werden aus diesem Grund bei Tisch zu Beginn Waschwasser in einer Schüssel, Seife und Handtuch gereicht. Der Maisbrei wird verzehrt, indem man mit den Fingern der rechten Hand mundgerechte Stücke formt, bei Bedarf mit dem Daumen eine „grubenartige“ Vertiefung eindrückt und diese Portion dann zum Aufnehmen der Beilage(n) verwendet bzw. in die Sauce tunkt und zum Mund führt. Besteck ist meist nur bei europäischen Gästen oder in Gaststätten größerer Städte üblich.
Nach afrikanischem Verständnis und Sprachgebrauch stellt Ugali selbst bei üppigerem Speiseangebot keineswegs eine Beilage dar (etwa zu einem Hauptgericht wie Fleisch oder Fisch), sondern umgekehrt wird er als die Speise (Swahili: chakula / ch gesprochen wie im Englischen, betont auf dem langen u) angesehen, zu der dann Beilagen (Swahili: mboga, gesprochen m-bo-ga mit Betonung auf dem langen o, d. h. wörtlich „Gemüse“) gereicht werden. Auch in Gaststätten bestellt man entsprechend Ugali nyama (gesprochen "n-ya-ma", betont auf dem ersten – kurzen – a) oder Ugali maharagwe (betont auf der vorletzten Silbe, w wie im Englischen) für eine Portion „Ugali (mit) Fleisch“ bzw. „Ugali (mit) Bohnen“.

## Mielie Pap in Namibia

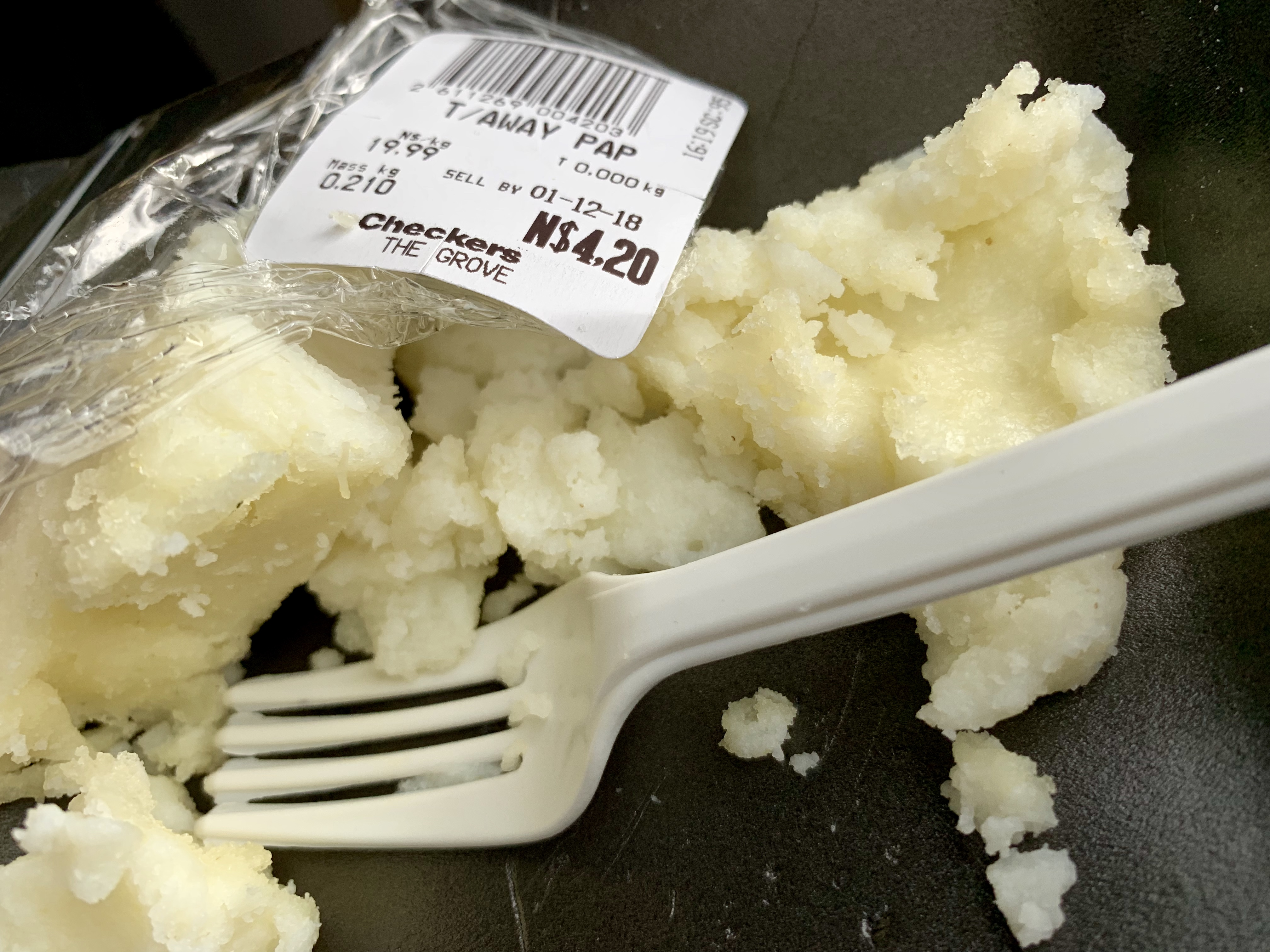
Pap (ohne Milch) als Schnellgericht in einem Supermarkt in Windhoek (2018)

Mielie Pap (auch Mealie-Pap) wird aus Mielie-Mehl (Maismehl) und Wasser, Milch bzw. Omaere hergestellt und wird meistens aus der Hand gegessen. Es ist das traditionelle Grundnahrungsmittel in weiten Teilen Namibias mit Ausnahme des Nordens, in dem der Pap aus Mahangu (Perlhirse) hergestellt wird. Mielie Pap wird morgens zubereitet und dient in der zunächst flüssigen Form als Hauptbestandteil des Frühstücks, wird bis zum Mittagsmahl aufgrund der Austrocknung fester und schließlich am Abend in sehr fester Konsistenz gegessen. Dazu wird abends, sofern vorhanden, Fleisch verzehrt.
Die Herero benutzen zur Zubereitung meist Kuhmilch, bei den Damara wird dagegen meist Ziegenmilch verwendet. In ländlichen Gebieten wird der Maisbrei auch mit Zucker, Honig oder Butter angereichert. Weitere Variationen des Mielie Pap sind Maheei und Maxau.

## Nshima in Malawi
Der Antrag Malawis zum Eintrag als immaterielles Kulturerbe der Menschheit (2017 angenommen) benennt Nshima ohne weitere Details als wertvoll für die Regulierung der Völlerei und als fördernd für den Zusammenhalt der Familien. Die Kinder würden frühzeitig in die Zubereitung der Speisen (Mädchen) und in die Jagd (Buben) eingeführt. Das Gericht werde auch in Restaurants serviert.